# Aglomeração Urbana Central
A Aglomeração Urbana Central é uma região do estado do estado de São Paulo, Brasil, conforme definição meramente estatística feita pela Emplasa, isto é, sem qualquer caráter jurídico. Apresenta processo incipiente de conurbação entre seus principais centros e integração econômico-funcional entre os municípios componentes. Sendo que Araraquara e Américo Brasiliense estão conurbados, São Carlos e Ibaté estão também próximos de conurbação. A cidade de São Carlos será a sede.

## Municípios
- São Carlos
- Araraquara
- Matão
- Ibitinga
- Taquaritinga
- Porto Ferreira
- Itápolis
- Américo Brasiliense
- Descalvado
- Ibaté
- Itirapina
- Santa Rita do Passa Quatro
- Tabatinga
- Borborema
- Boa Esperança do Sul
- Ribeirão Bonito
- Rincão
- Nova Europa
- Dourado
- Santa Lúcia
- Dobrada
- Santa Ernestina
- Fernando Prestes
- Gavião Peixoto
- Motuca
- Cândido Rodrigues
- Trabiju

## Demografia
As cidades mais populosas são São Carlos (265.294 habitantes), Araraquara (252.318 habitantes), Matão (79.033 habitantes), Ibitinga (60.033 habitantes), Porto Ferreira (52.649 habitantes) e Taquaritinga (52.260 habitantes).

## Desenvolvimento
A cidade São Carlos, possui uma economia dinâmica e diversificada, sendo emblemáticas indústrias como Volkswagen Motores, Faber-Castell, Tecumseh do Brasil, Electrolux, Husqvarna, entre outras, além da LATAM MRO localizada no Aeroporto Internacional (centro de manutenção da Latam) de São Carlos, a cidade também abriga dois Campi da USP, um da UFSCar, dois Campi da UNICEP, além do Instituto Federal de São Paulo, Fatec, dois centros de pesquisa da Embrapa e parques tecnológicos, renomadas instituições de ensino e pesquisa no setor.
A cidade de Araraquara possui infraestrutura robusta na região, com uma ampla oferta na prestação de serviços, além de um comércio forte e dinâmico que atende toda a região. Abriga indústrias como Lupo, Cutrale, Internacional de Engenharia S/A - Iesa, Big Dutchmann, Piracanjuba, Nigro, Heineken e Randon; possui um Campus da Unesp, da UNIP, Campus Instituto Federal de São Paulo IFESP, Campus da Fatec, Faculdade Logatti e UNIARA.
A cidade de Matão possui a Citrosuco, Marchezan, Baldan, Bambozzi entre outras, a fábrica Ventilar, grupo Predileta, entre outras fábricas. 
A cidade de Taquaritinga abriga a Uniesp Faculdade de Taquaritinga e o ITES - Instituto Taquaratinguense de Ensino Superior, além da Faculdade de Tecnologia de Taquaritinga e algumas empresas importantes, como o Frigorífico Marba. 
A cidade de Porto Ferreira possui a Saint Gobain, Vidroporto, Cerâmica Porto Ferreira, Cutrale e Companhia Muller de Bebidas, entre outros. Também possui o campus da Asser.
A cidade de Itirapina possui a Honda automóveis do Brasil.

## Transportes
A aglomeração urbana Central está inserida em um importante entroncamento rodoviário do estado de São Paulo, possuindo fácil acesso ao Porto de Santos, Grande São Paulo, Vale do Paraíba, Piracicaba, Sorocaba, Campinas, regiões Nordeste e Noroeste paulista. Através da Rodovia dos Bandeirantes, Rodovia Anhanguera, Rodovia Washington Luís, Rodovia Brigadeiro Faria Lima entre outras. Estão próximas da hidrovia Tietê-Paraná.